# Dennis Kuipers
Dennis Kuipers (* 23. November 1985 in Almelo) ist ein niederländischer Rallyefahrer. In der Saison 2011 startet er für das Team Ferm Power Tools WRT mit einem Ford Fiesta RS WRC.

## Karriere

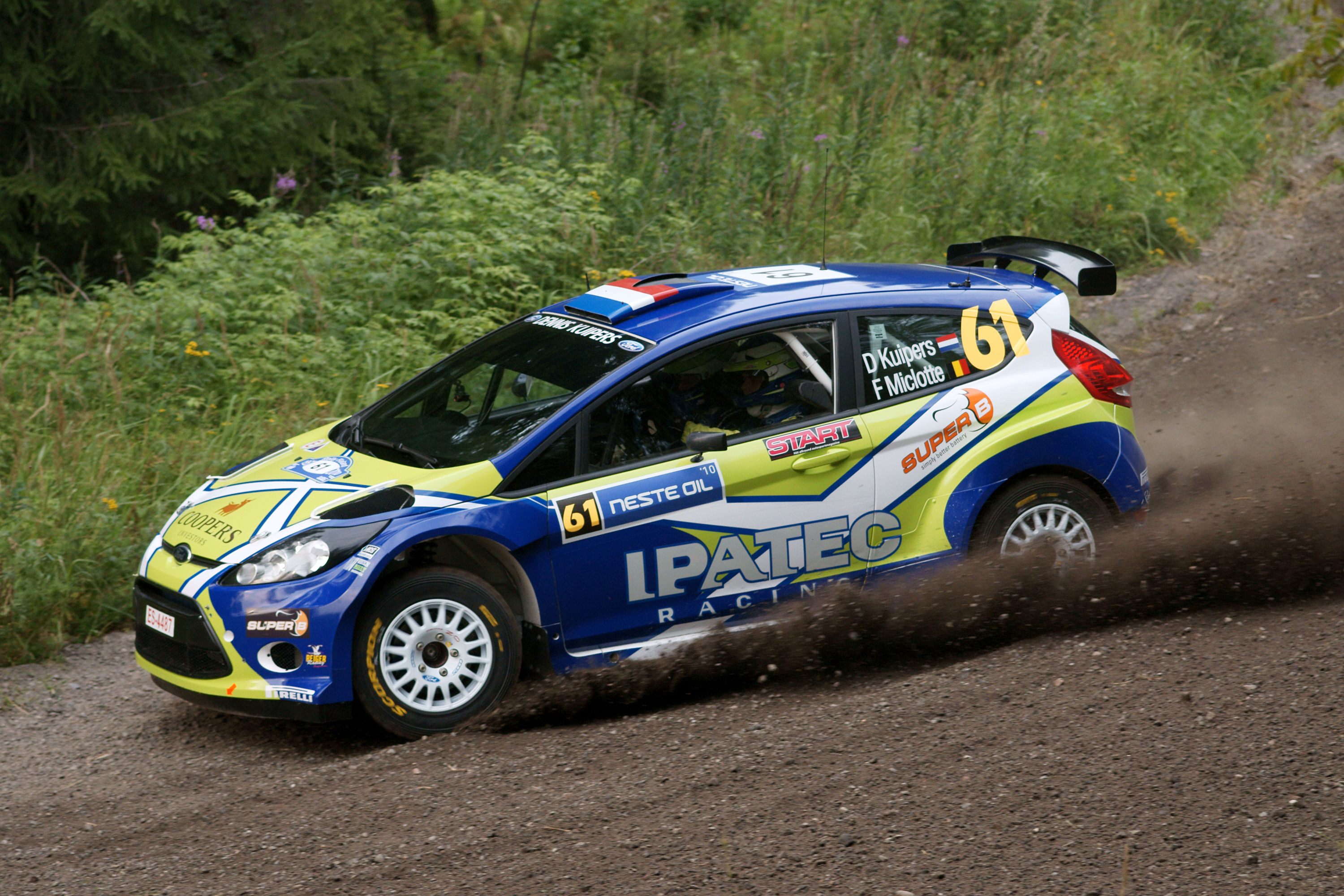
Dennis Kuipers bei der Rallye Finnland 2010

Der Sohn des Geschäftsmanns und Freizeit-Rallyefahrers René Kuipers begann seine Rallyekarriere 2007 in seinem Heimatland. Bei der Rallye Deutschland 2008 startete er das erste Mal in der Rallye-Weltmeisterschaft.
Seine erste Punkteplatzierung erreichte Kuipers, mit dem neunten Gesamtrang, bei der Rallye Türkei 2010. 2011 erzielte er bei der Rallye Portugal seinen ersten Punkt in einem World Rally Car. Er fuhr in dieser Saison noch bei sechs weiteren WM-Läufen in die Punkteränge, erzielte insgesamt 21 WM-Punkte und beendete die Meisterschaft auf dem zwölften Gesamtrang.

## WRC-Ergebnisse
| Jahr | Team                              | Fahrzeug             | 1      | 2       | 3      | 4       | 5       | 6      | 7      | 8       | 9      | 10     | 11     | 12     | 13     | 14  | 15  | Punkte | Platz |
| ---- | --------------------------------- | -------------------- | ------ | ------- | ------ | ------- | ------- | ------ | ------ | ------- | ------ | ------ | ------ | ------ | ------ | --- | --- | ------ | ----- |
| 2008 | Dennis Kuipers                    | Ford Focus RS WRC 06 | MON    | SWE     | MEX    | ARG     | JOR     | ITA    | GRE    | TUR     | FIN    | GER 18 | NZL    | ESP    | FRA    | JPN | GBR | 0      | —     |
| 2009 | Ipatec Racing                     | Ford Focus RS WRC 06 | IRE    | NOR     | CYP    | POR DNF | ARG     | ITA    | GRE    | POL     | FIN    | AUS    | ESP    | GBR 16 |        |     |     | 0      | —     |
| 2010 | Ipatec Racing                     | Ford Focus RS WRC 06 | SWE 37 |         |        |         |         |        |        |         |        |        |        |        |        |     |     | 2      | 19    |
| 2010 | Stobart M-Sport Ford Rally Team   | Ford Fiesta S2000    |        | MEX     | JOR    | TUR 9   | NZL     | POR 19 | BUL 13 | FIN DNF | GER 24 | JPN    | FRA 17 | ESP 11 | GBR 16 |     |     | 2      | 19    |
| 2011 | FERM Power Tools World Rally Team | Ford Fiesta RS WRC   | SWE 13 | MEX DNF | POR 10 | JOR 9   | ITA DNF | ARG    | GRE 10 | FIN 11  | GER 10 | AUS    | FRA 5  | ESP 9  | GBR 7  |     |     | 21     | 12    |

Quelle